# NGC 4574
NGC 4574 ist eine Balken-Spiralgalaxie mit ausgedehnten Sternentstehungsgebieten vom Hubble-Typ SBc im Sternbild Zentaur am Südsternhimmel. Sie ist schätzungsweise 124 Millionen Lichtjahre von der Milchstraße entfernt und hat einen Durchmesser von etwa 70.000 Lichtjahren. Vermutlich bildet sie gemeinsam mit PGC 42229 ein gravitativ gebundenes Galaxienpaar.  Gemeinsam mit drei weiteren Galaxien bildet sie die IC 3639-Gruppe (LGG 297).
Das Objekt wurde am 20. April 1835 von John Herschel mit einem 18-Zoll-Spiegelteleskop entdeckt.